# Bill Torrey
William Arthur Torrey (23 de junio de 1934 - 2 de mayo de 2018) fue un ejecutivo canadiense de hockey. Se desempeñó como gerente general en la Liga Nacional de Hockey para las focas de Oakland, los isleños de Nueva York y los Panthers de Florida. Era el dueño de las islas cuando ganaron cuatro Copas Stanley. A menudo se le conocía como "El Arquitecto", y como Bill "Pajarita", después de la corbata de lazo que siempre usaba.
Torrey fue elegido para el Salón de la Fama del Hockey en 1995.
Torrey murió en su casa en West Palm Beach, Florida, la noche del 2 de mayo de 2018, a la edad de 83 años.